# آي اوتسوكا
آي اوتسوكا (باليابانية: 大塚愛 ) (و. 1982  م) هي مغنية مؤلفة، ومغنية، وكاتبة غنائية، ورسامة توضيحية، وممثلة، وملحنة يابانية، ولدت في أوساكا.

## التعليم
تعلمت في جامعة أوساكا للفنون.

## وصلات خارجية
- آي اوتسوكا على موقع IMDb (الإنجليزية)
- آي اوتسوكا على موقع ميوزك برينز (الإنجليزية)
- آي اوتسوكا على موقع ديسكوغز (الإنجليزية)
- آي اوتسوكا على موقع ديسكوغز (الإنجليزية)
- آي اوتسوكا على موقع قاعدة بيانات الفيلم (الإنجليزية)

- آي اوتسوكا في قاعدة بيانات الأفلام على الإنترنت